# 龙田乡 (永新县)
龙田乡，是中华人民共和国江西省吉安市永新县下辖的一个乡镇级行政单位。

## 行政区划
龙田乡下辖以下地区：
荣天村、胜利村、沐江村、西江村、桥东村、龙西村、龙田村、花汀村、湖田村、潞江村和团结村。